# Região de Planejamento dos Cocais
A Região de Planejamento dos Cocais é uma das 32 regiões administrativas do estado do Maranhão, no Brasil. Localiza-se na região leste do Estado e recebe esse nome devido estar inserida no perímetro maranhense da Mata dos Cocais.
Codó é o município-sede, sendo o maior em área e em população. É, também, importante centro industrial do Estado. É a nona ( 9ª ) região mais densamente povoada do Maranhão.

## Formação
A Região de Planejamento dos Cocais é formada por cinco municípios, sendo eles:
- Alto Alegre do Maranhão
- Codó
- Coroatá
- Peritoró
- Timbiras